# Babyboom
Babyboom (en: baby boom, "spädbarnshögkonjunktur"), är en period av kraftigt förhöjda födelsetal, ibland definierad av att de årliga födelsetalen överstiger 2,0 per 100 kvinnor i ett land eller annat område. Personer födda under en sådan period sägs tillhöra en babyboomgeneration.

## 1940-talet

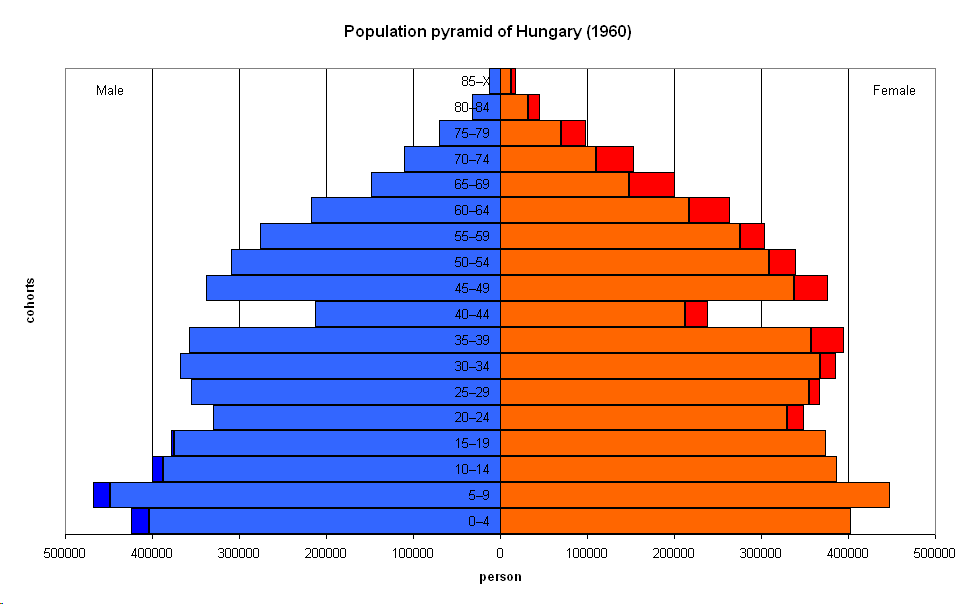
Ungerns befolkningspyramid 1960.

På engelska åsyftar termen baby boom främst de dramatiskt ökade födelsetalen under och strax efter andra världskriget i stora delar av västvärlden, och som gav upphov till den stora fyrtiotalistgenerationen, i Sverige ibland benämnd efterkrigsbarnen, jätteproppen Orvar eller köttberget, och på engelska "baby boomers". Av dessa fyra benämningar är endast "efterkrigsbarnen" samtida med barnen samt fri från förminskande tendens. Alltså mest autentiskt. "Efterkrigs-" är inte bara en tidsangivelse utan var också en livssituation präglad av svallvågorna efter det världsomfattande kriget, t.ex. ransonering av mat och bränsle mm. Blöjor, varmvatten och kylskåp samt privat tvättmaskin saknade de flesta föräldrar i början, vilket gjorde barnavården mindre privilegierad än den framställts senare.
I Sverige pågick boomen ungefär 1943 till 1949, medan den i USA varade ungefär under åren 1946 till 1964. Den inträffade efter en långvarig period av låga födelsetal i samband med 1930-talets depression. Personer födda under 1950-talet kan även kallas för den "glömda generationen".

## Cirka 1965 till 1975
I Sverige pågick en relativt långvarig babyboom mellan ungefär 1965 och 1975, som gav upphov till Generation X (egentligen födda 1965 till 1981), som i huvudsak är barn till 40-talisterna. I USA var det under denna period tvärtom en nedgång i födelsestatistiken, och generationen kallas där ibland även "baby busters" eller "post-peak boomers".

## Cirka 1989 till 1993
I Sverige åsyftar begreppet ofta perioden ungefär åren 1989 till 1993, då många i den stora 60-talistgenerationen fick barn. Denna babyboom inträffade i slutet av en högkonjunktur som senare övergick i en finanskris. Detta infaller ungefär samtidigt som USA:s betydligt längre "echo baby boom", ungefär 1982 till 1994, då generation Y, MTV-generationen eller gratisgenerationen föds. Begreppets genomslag i Sverige vid denna tidpunkt kan måhända förklaras av att svenska biografer 1988 visade filmen Baby Boom från 1987. Magnus Uggla besjöng 1989 fenomenet i sin sång Baby Boom.

## Kring år 2010
Sedan antalet födda per kvinna i Sverige var som lägst år 1998–1999 har siffran successivt ökat till 1,98 år 2010, och tangerade därmed gränsen för en babyboom.  Barn födda under denna perioden brukar kallas generation Z.
Den senaste uppgiften i det här avsnittet är från år 2010. Den kan behöva följas upp med nya uppgifter.